# Цырлин, Илья Иоганович
Илья Иоганович Цырлин (30 мая 1917, Петроград — 6 января 1961, Ленинград) – советский искусствовед, коллекционер и популяризатор искусства московского андеграунда.

## Биография
Родился 30 мая 1917 года в Петрограде. В 1939 году окончил исторический факультет Ленинградского государственного университета. По окончании университета служил в РККА. Затем поступил в аспирантуру факультета теории и истории искусства Всероссийской академии художеств. С июля 1941 года в составе 213-го стрелкового полка 56-й стрелковой дивизии на Ленинградском фронте в должности адъютанта командира стрелкового батальона участвовал в обороне Ленинграда под Красным Бором. В январе 1942 года был ранен. В апреле 1942 года поступил в Военно-морское политическое училище. С февраля 1943 года участвовал в боях за Невскую Дубровку и был ранен. С июля 1943 года служил в Московском флотском экипаже в должности помощника начальника военно-морского госпиталя. В январе 1944 года по ходатайству Академии наук СССР демобилизован в звании лейтенанта. Принят в аспирантуру Института истории искусств.
С весны 1945 года в составе трофейной бригады в Кёнигсберге занимался поисками Янтарной комнаты, а также сбором и отбором музейных материалов. По возвращении из Восточной Пруссии работал старшим научным сотрудником Государственного музея имени Пушкина, куда лично доставил несколько папок с рисунками – пять рисунков, приписываемых Микеланджело, и 135 рисунков старых мастеров. 
В 1946 году защитил диссертацию на соискание учёной степени кандидата искусствоведения по теме «Гюбер Робер (1733—1806)». В том же году вступил в ВКП(б).
Заведовал редакцией литературы по изобразительному искусству в издательстве «Искусство». По совместительству в должности доцента преподавал во Всесоюзном государственном институте кинематографии историю изобразительного искусства. Сценарист Людмила Голубкина вспоминала:

Он был очень крупным и талантливым искусствоведом. Приходил на занятия с огромной папкой репродукций. Говорил блистательно, увлекательно, затрагивал вопросы, о которых мы даже не подозревали раньше. Нас слегка презирал. Мы, вероятно, казались ему невеждами, каковыми и были на самом деле.
Его квартира — большая гостиная с камином — в доме Шаляпина (Новинский бульвар, 25) стала одним из центров московского нонконформизма конца 1950-x и начала 1960-х годов. Летом 1959 года двое студентов Московского городского пединститута, увидев у него абстрактные картины Михаила Кулакова, сообщили об этом в издательство. Затем газета «Комсомольская правда» опубликовала фельетон о «двурушнике» Цырлине:

Стены были увешаны странными картинами. Бесформенные пятна налезали на пересекающие полотно линии, превращались в спирали. От спиралей расползались в стороны, словно микробы под микроскопом, полчища запятых и закорючек. (…) Это не укладывалось в сознании. Цырлин – уважаемый, серьезный человек, председатель критической секции Московского отделения Союза художников… Борец с декаденством! 
(…) Возмущенный его двурушничеством учёный совет ВГИКа, на котором он, потеряв всякую совесть, тщетно юлил и изворачивался, просил его избавить институт от своего присутствия. (…) Молиться двум богам сразу нельзя. Такую веру никто всерьез не принимает – ни сторонники соцреализма, ни поклонники абстрактного искусства. (…) Цырлин несёт микробы двоедушия. Липкой грязью отмечен его след в тех юных душах, которых он коснулся.
Решением учёного совета ВГИКа заведующий кафедрой изобразительного искусства Илья Цырлин был отчислен из профессорско-преподавательского состава за «антипедагогический поступок». Из издательства его уволили «за неправильное поведение, выразившееся в беспринципном отношении к увлечению абстрактным искусством бывшего студента Кулакова, пользующегося его материальной поддержкой и покровительством и живущего вместе с ним». После этого организовал у себя персональные выставки Лидии Мастерковой, Дмитрия Плавинского и других художников-нонконформистов.  
Умер 6 января 1961 года в Ленинграде.

## Награды
- Медаль «За оборону Ленинграда»
- Медаль «За победу над Германией в Великой Отечественной войне 1941–1945 гг.»
- Орден Красной Звезды